# Mindre glansgök
Mindre glansgök (Chalcites minutillus) är en fågel i familjen gökar inom ordningen gökfåglar.

## Utseende och läte
Mindre glansgök är en liten grönaktig fågel med kraftig tvärbandning på strupe, bröst och stjärt. Den saknar det mörka ögonstrecket som mulgaglansgöken har. Hanen har en tydlig röd ögonring. Lätet är distinkt, en snabb serie med omkring fem fallande stammande toner och drillar.

## Utbredning och systematik
Mindre glansgök delas in i elva underarter med följande utbredning:
- Chalcites minutillus peninsularis – sydligaste Thailand och Malackahalvön
- Chalcites minutillus albifrons – Sumatra, Mentawaiöarna och västra Java
- Chalcites minutillus aheneus – Borneo och södra Filippinerna
- Chalcites minutillus jungei – Sulawesi, Madu, Bangaiöarna och Flores till Alor i centrala Små Sundaöarna
- Chalcites minutillus rufomerus – östra Små Sundaöarna från Romang till Damar
- Chalcites minutillus salvadorii – känd från ett exemplar från ön Tepa (Babaröarna)
- Chalcites minutillus misoriensis – ön Biak nordväst om Nya Guinea
- Chalcites minutillus poecilurus – Moluckerna och kustnära Nya Guinea med närliggande öar
- Chalcites minutillus minutillus – norra Australien, från nordöstra Western Australia till nordvästra Kap Yorkhalvön och nordöstra Queensland
- Chalcites minutillus russatus – i nordöstra Australien (norra och östra Queensland)
- Chalcites minutillus barnardi – östcentrala Australien (östcentrala Queensland till östcentrala New South Wales)

Tidigare inkluderades tanimbarglansgöken i mindre glansgök, men denna urskiljs sedan 2016 som egen art av Birdlife International och IUCN, sedan 2024 även av IOC.

### Släktestillhörighet
Mindre glansgök och dess släktingar placerades tidigare i släktet Chrysococcyx. Dessa har dock lyfts ut till ett eget släkte, Chalcites, baserat på osteologiska avvikelser, minimal könsdimorfism och andra skillnader i både adult och juvenil dräkt. Detta stöds också av genetik och biogeografi.

## Status
IUCN kategoriserar arten som livskraftig.